# Medizinische Mykologie
Die Medizinische Mykologie ist derjenige Teilbereich der Medizin, welcher sich mit der Rolle von Pilzen im Rahmen der Entstehung von Krankheiten beschäftigt. Die medizinische Mykologie hat sich im 19. Jahrhundert entwickelt. Dafür wegweisend war der Nachweis eines Fadenpilzes als Erreger einer Hautpilzerkrankung durch Schönlein. Heute handelt es sich um eine interdisziplinäre Fachrichtung der Medizin, die insbesondere von Dermatologen, Hämatoonkologen, Gynäkologen und medizinischen Mikrobiologen getragen wird. Als interdisziplinäre Fachgesellschaft für medizinische und veterinärmedizinische Mykologie im deutschsprachigen Raum wurde 1961 die Deutschsprachige Mykologische Gesellschaft gegründet.

## Forschungsgegenstand
Größte Bedeutung kommt in der medizinischen Mykologie den Pilzerkrankungen (Mykosen) zu. Dabei handelt es sich um Erkrankungen, die auf eine Schädigung des Wirts durch den anwesenden Krankheitserreger (Pathogene) zurückgehen. Bestandteile von Pilzen können auch Vergiftungen hervorrufen (Mykotoxikosen) oder allergische Erkrankungen (Mykoallergosen).
Zahlenmäßig ganz im Vordergrund stehen die Mykosen. Sie kommen grundsätzlich bei Mensch und Tier vor. Beim Menschen zahlenmäßig im Vordergrund stehen die Pilzinfektionen der Haut und hautnahen Schleimhäute. Zahlenmäßig wichtigste Hautpilzerkrankung und zugleich in der Bevölkerung häufigste erregerbedingte Erkrankung überhaupt (im Sinne der Prävalenz) ist die Pilzerkrankung des Zwischenzehenraums durch Fadenpilze ("Fußpilz"). Nach ihrer Form lassen sich medizinisch relevante Pilze in längliche (Faden-) und kugelige (Hefe-)Pilze unterteilen. Die Erreger der Fußpilzerkrankung im Zwischenzehenraum sind in der Regel Fadenpilze vom Typ der Dermatophyten. Wichtigste Art ist Trichophyton rubrum. Hefepilze sind bedeutsam im Zusammenhang mit Pilzerkrankungen der hautnahen Schleimhäute, speziell der Mundhöhle (orale Candidose, Soor) sowie der Scheide (vulvovaginale Candidose). Fast alle Frauen machen einmal im Leben eine vulvovaginale Candidose durch, bei einigen kommt es zu wiederholtem Auftreten (rezidivierende vulvovaginale Candidose). Die Hefepilzerkrankung der Mundhöhle kommt vor allem im Säuglingsalter und im Greisenalter vor, des Weiteren bei erworbener Abwehrschwäche im Rahmen des HIV-Infekts.
Medizinisch wichtigster Hefepilz bei den örtlichen Hefepilzerkrankungen ist Candida albicans. Dieser Keim besiedelt bei vielen Menschen den Verdauungs- und Genitaltrakt, ohne dass es zu wahrnehmbaren Krankheitserscheinungen kommt. Candida albicans, aber auch andere Pilze wie Aspergillus-Arten und Kryptokokken können Mykosen innerer Organe hervorrufen. Auch eine allgemeine Blutvergiftung (Sepsis) durch Pilze ist möglich, Candida albicans ist heute die dritthäufigste Sepsisursache.
Besonders gefährdet bezüglich lebensbedrohlichen Pilzerkrankungen sind Menschen mit Abwehrschwäche auf Intensivstationen, ebenfalls Patienten mit Tumorerkrankungen, die mit Tumor-hemmenden Medikamenten behandelt werden. Besonders gefährdet sind zudem auch Patienten mit einer arzneimittelbedingten Abwehrschwäche, etwa im Rahmen der Vermeidung einer Transplantatabstoßung. Pilzerkrankungen können entweder selbst gefährlich sein oder aber gefährliche Folgeerkrankungen hervorrufen. So begünstigt die Pilzerkrankung des Zwischenzehenraums das Auftreten bakterieller Folgeerkrankungen (Wundrose am Unterschenkel).

## Diagnostik
Die Diagnostik von Pilzerkrankungen gründet sich herkömmlicherweise auf die mikroskopische Untersuchung von geeignetem Patientenmaterial (Hautschuppen etc.) sowie die Kultur, auf geeigneten Nährböden wie Kimmig-Agar. Neuerdings ist auch eine molekulare Diagnostik, gestützt auf die Polymerase-Kettenreaktion, möglich. Dies gilt gleichermaßen für Pilzerkrankungen innerer Organe wie für Hautpilzerkrankungen. Bei Verdacht auf Pilzerkrankung innerer Organe spielt auch die Untersuchung auf Antikörper oder Pilzbestandteile im Blut (Antigen) eine Rolle.

## Behandlung von Mykosen
In den letzten 50 Jahren hat die Behandlung von Pilzinfektionen des Menschen große Fortschritte gemacht. Die Behandlung von Pilzerkrankungen der Haut und hautnahen Schleimhäute gründet sich heute weitgehend auf den Einsatz von Präparaten vom Typ der Azole, Allylamine und Hydroxypyridone. Bei der Behandlung von Innenorganpilzerkrankungen werden Polyene wie Amphoterizin B eingesetzt, auch Azole wie Fluconazol und Voriconazol sowie neuerdings Candine.

## Historische Literatur
- Wolf Meinhof: 150 Jahre Medizinische Mykologie seit Johann Lucas Schönlein. In: Berichte der Naturforschenden Gesellschaft Bamberg. Band 64, 1989, S. 73–98.
- Alexander Nowicki: Darstellung der Beziehung J. L. Schönlein und R. Remak, anhand überlieferten Schrifttums. Erste Schritte auf dem Gebiet der medizinischen Mykologie. Medizinische Dissertation Würzburg 1985.